# DCF Interframe Space
Le DCF Interframe Space (DIFS) est l'un des intervalles inter-trames utilisé par les réseaux WLAN de la norme IEEE 802.11. Une station ayant activé le DCF doit sonder le medium pendant une durée d'un DIFS. Si pendant cet intervalle, aucun trafic n'est détecté, la station est autorisée à transmettre. Sinon, elle doit reporter sa transmission. Cet intervalle fait partie de la méthode d'accès CSMA/CA qui permet de partager un réseau 802.11 (Wi-Fi) entre plusieurs stations.
Le DIFS peut être calculé de la manière suivante :
{\displaystyle \mathrm {DIFS} =} {\displaystyle \color {Blue}\mathrm {SIFS} }{\displaystyle +(2\times {\text{Dur}}\mathrm {\acute {e}} {\text{e d'un slot}})} 
| Standard                | Durée d'un slot (µs) | DIFS (µs) |
| ----------------------- | -------------------- | --------- |
| IEEE 802.11-1997 (FHSS) | 50                   | 128       |
| IEEE 802.11-1997 (DSSS) | 20                   | 50        |
| IEEE 802.11b            | 20                   | 50        |
| IEEE 802.11a            | 9                    | 34        |
| IEEE 802.11g            | 9 ou 20              | 28 ou 50  |
| IEEE 802.11n (2.4 GHz)  | 9 ou 20              | 28 ou 50  |
| IEEE 802.11n (5 GHz)    | 9                    | 34        |
| IEEE 802.11ac (5 GHz)   | 9                    | 34        |

La norme IEEE 802.11g est rétrocompatible avec la norme IEEE 802.11b. Quand un appareil 802.11b est associé à un point d'accès 802.11g, les valeurs du DIFS changent pour celles de 802.11b.